# Titularbistum Bamaccora
Bamaccora ist ein Titularbistum der römisch-katholischen Kirche.
Es geht zurück auf einen früheren Bischofssitz in der gleichnamigen antiken Stadt, die sich in der römischen Provinz Numidien befand.
| Titularbischöfe von Bamaccora |                                  |                                                     |                   |                    |
| Nr.                           | Name                             | Amt                                                 | von               | bis                |
| 1                             | Louis Chiron                     | emeritierter Bischof von Langres (Frankreich)       | 15. Januar 1964   | 10. September 1964 |
| 2                             | Alfred Couderc                   | emeritierter Bischof von Viviers (Frankreich)       | 14. Dezember 1965 | 25. Februar 1968   |
| 3                             | Mariano Gutiérrez Salazar OFMCap | Apostolischer Vikar von Caroní (Venezuela)          | 11. März 1968     | 23. Oktober 1995   |
| 4                             | José Ángel Divassón Cilveti SDB  | Apostolischer Vikar von Puerto Ayacucho (Venezuela) | 23. Februar 1996  |                    |